# Головізнін Язок
Голові́знин Язо́к (рос. Головизнин Язок) — присілок у складі Селтинського району Удмуртії, Росія.

## Населення
Населення — 153 особи (2010; 214 в 2002).
Національний склад станом на 2002 рік:
- росіяни — 63 %
- удмурти — 34 %

## Урбаноніми[3]
- вулиці — Берегова, Гагаріна, Нова, Підлісна-1, Підлісна-2